# هوندا RA099

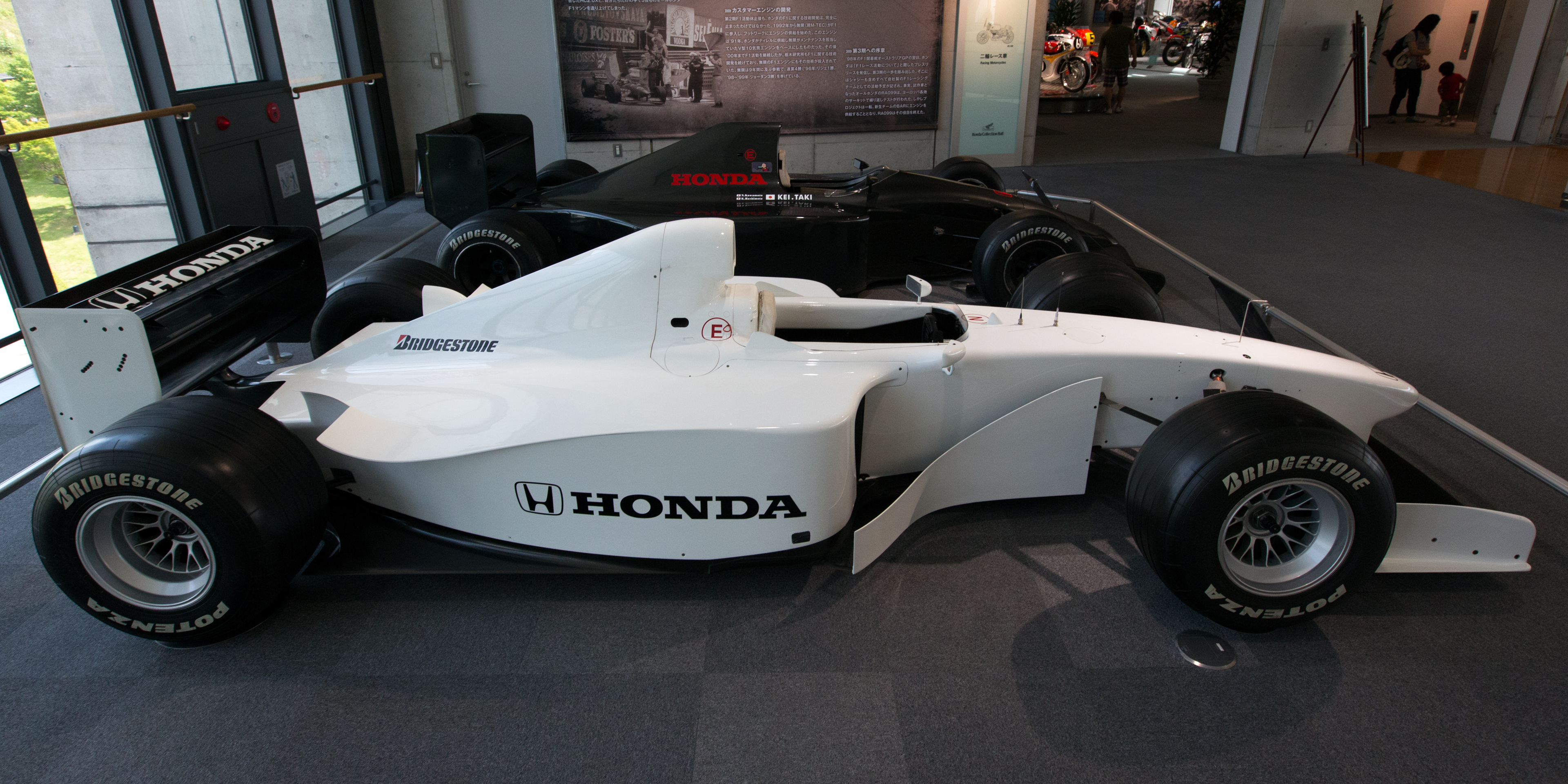
1999 Honda RA099

تعتبر سيارة هوندا RA099 النموذج الأولى لسيارة فورمولا 1، بتكليف من شركة هوندا، وعمل على مشروع تصميمها المصمم العالمي هارفي بوستليثويت الذي سبق وأن عمل في فيراري وتيريل وصُنعت بواسطة دالارا في عام 1999. كان الغرض منها مشابهًا للغرض المحيط بـ Toyota TF101 لعام 2001، حيث كان من المفترض أن تكون سيارة اختبار عاملة تستخدم في التحضير لهجوم واسع النطاق على سباقات Grand Prix في السنوات التالية.

## تاريخ

### سباقات هوندا وموردي المحركات
تنافس هوندا ريسينغ آخر مرة في الفورمولا 1 كمصنع في الستينيات، الا أنها قررت الانسحاب من السباق بسبب حادثة القتل التي تعرض لها سائق السيارة جو شليسر في إحدى سياراتها في سباق الجائزة الكبرى الفرنسي عام 1968 في روان. كانت الشركة قد دخلت مرة أخرى في Formula One في عام 1983 كمورد محرك لفريق Spirit قبل الانتقال إلى شراكات ناجحة للغاية مع Williams (1984-1987) وMcLaren (1988-1992) بالإضافة إلى شراكات أقل شهرة مع Lotus (1987- 1989) وتيريل (1991).
بعد ترك هذه الرياضة كمورد للمحركات في عام 1992، عملت الشركة مع Mugen Motorsports لتوفير محركات في منافسات فورمولا 1 لأمثال Lotus و Footwork و Prost (née Ligier) والأردن، الا أنها اعتذرت عن المشاركة في السباق بنفسها بشكل رسمي لأسباب غير معلنة. كما كان هناك مشروع غير رسمي من قبل مهندسي هوندا لتطوير سيارات الفورمولا 1 باستخدام محركات المواصفات السابقة خلال هذه الفترة.

### العودة المقترحة
في عام 1998، بدأت شركة هوندا تدرس جديا خيار العودة للإسهام في الصناعة بشكل مباشر وجدي، وقامت بالتعاقد مع المصمم العالمي الشهير الدكتور هارفي بوستليثويت الذي كان أحد عشاق لعبة البوكر ، عاطلاً عن العمل منذ زوال تيريل في نفس العام، لتصميم هيكل. لقد فعل ذلك، واختبرت السيارة، التي صنعتها شركة إيطالية ومصنع F1 سابقًا في Dallara ، في Jerez على يد السائق الهولندي Jos Verstappen مع بعض النجاح.
كان المشروع يبدو واعدًا، حيث حدد الجهاز النموذجي أوقات وسط تنافسية في الاختبارات جنبًا إلى جنب مع فرق F1 ذات التمويل الأفضل والأكثر رسوخًا. ومع ذلك، تم تعطيل المشروع لاجل غير معروف بسبب حادثة الوفاة التي تعرض لها السائق Postlethwaite من نوبة قلبية في أحد اختبارات Jerez ، ولم تعد أحواض Dallara المبنية مطلوبة.

### عقب ذلك مباشرة
عاد هوندا أنفسهم إلى تزويد المحركات في عام 2000 مع فرق BAR و Jordan ، واستمروا في السابق مع بعض النجاح في منتصف العقد. مع نمو الشراكة، زادت المدخلات التي كانت لدى هوندا مع BAR وفي النهاية في أعقاب الحظر المفروض على إعلانات التبغ في Formula One ، اشترت هوندا فريق BAR بشكل مباشر وأصبحوا أخيرًا مُصنِّعًا مرة أخرى حتى عام 2008 ؛ في نهاية الموسم قامت شركة هوندا من الخروج بشكل كامل من الصناعة في هذه الرياضة واستمر غيابها لمدة فاقت ال15 سنة قبل أن يعودوا في موسم 2015.
من بين أحواض Dallara RA099 الستة، شهد أربعة فقط حلبة سباق. حاليًا، أماكن هذه الأحواض جميعا مجهولة ولم يتمكن أحد من التعرف عليها، وهو الثالث (RA099 3)، المعروض في قاعة مجموعة هوندا في Twin Ring Motegi .

## روابط خارجية
- فيديو يوتيوب لهيكل RA099 في Motegi
- TenTenths رياضة السيارات، مواقع الأحواض